# Neotenia
Neotenia, uma forma de pedomorfose, é a propriedade, em animais, de retenção, na idade adulta, de características típicas da sua forma jovem ou larval. Tal peculiaridade é estudada pela biologia do desenvolvimento.
Em linhas gerais, na neotenia os animais têm seu sistema reprodutor maturado e se reproduzem normalmente, porém seu aspecto externo, como um todo, é o de um indivíduo jovem. A maturação do sistema gamético difere daquela do sistema somático, o qual é reprimido. Neotenia é uma forma de pedomorfose.
O desenvolvimento destas características pode estar relacionado ao mau funcionamento da glândula tireoidea; fatores genéticos; exposição excessiva ao frio; ausência de luz ou falta de iodo no organismo.
A neotenia também é encontrada no homem e esta ligado à falta de acabamento ontogenético.
A neotenia ocorre em salamandras.
Por exemplo, o axolote, conserva durante toda a vida brânquias externas e mantêm em geral a morfologia larval. Quando em cativeiro, ovos originários destas "larvas adultas" conseguem desenvolver-se normalmente e sofrer metamorfose, originando animais adultos "normais", mas não é possível induzir as larvas gigantes a desenvolver a morfologia típica de um adulto.